# ان‌جی‌سی ۴۳۹
ان‌جی‌سی ۴۳۹ (انگلیسی: NGC 439) نام یک کهکشان عدسی در صورت فلکی سنگتراش است.